# Bisbat d'Oca
El bisbat d'Oca o Auca (actualment Villafranca Montes de Oca) va ser un bisbat de l'església catòlica a Hispània, sufragània de l'arxidiòcesi de Tarragona. Va existir durant els segles vi i viii a la zona de l'actual província de Burgos i després va ser restablert en època medieval al comtat de Castella al segle ix, però va ser traslladat a la ciutat de Burgos el 1075, cosa que va significar el canvi de nom de la diòcesi. Actualment és una seu titular.

## Història

### Diòcesi visigoda
El lloc on hi havia l'antiga Auca, seu de l'antic bisbat, és l'actual Villafranca Montes de Oca, a la província de Burgos. La localitat se situava sobre una elevació –que segles més tard es va dedicar a conreu– la qual, segons Enrique Flórez, va donar nom de «Montes de Oca», que de fet seria una herència dels pobles preromans que sempre buscaven un lloc alt a mode de protecció i fortalesa.
El nom d'Auca apareix escrit en els concilis visigots. Va pertànyer a l'arxidiòcesi de Tarragona. Segons Flórez, a primera vegada que està documentat el bisbe d'Auca és de l'any 589, quan el bisbe Asteri signa com a assistent del III Concili de Toledo. D'acord amb les dades conciliars, sembla que va ser consagrat amb una certa antiguitat, perquè en el llistat de signatures –que va per ordre d'antiguitat de consagració– precedeix a 34 bisbes, per tant, la diòcesi existia anys abans. En tot cas, Auca va ser posterior al 464, moment en què només existia la diòcesi de Calahorra.
Des del 589 fins al 693 hi ha constància de cinc bisbes d'Auca. Amb la fi dels concilis visigots es deixen de tenir dades dels bisbes hispans, i amb l'entrada dels musulmans a la península, se suposa que en arribar a Auca el 716, haurien destruït o ocupat la ciutat, ja que més tard és esmentada com a plaça musulmana per part de les fonts cristianes.

### Restabliment
Com en altres casos homòlegs, se suposa que malgrat la destrucció d'Auca per part dels musulmans, el títol episcopal no va desaparèixer, sinó que els següents bisbes van continuar utilitzant-lo en terres cristianes amb caràcter titular. L'antiga ciutat episcopal no va ser repoblada fins a l'any 882, durant el regnat d'Alfons III. Hi ha una gran confusió a l'hora d'atribuir bisbes a aquesta diòcesi, i en termes generals a qualsevol de les diòcesis existents a la Castella medieval a causa de la caòtica estructura eclesiàstica i el constant canvi de la frontera sud amb els musulmans. Tant és així, que amb tota probabilitat tant el bisbe d'Oca, com el de Muñó i el de Valpuesta, devien tenir poca consciència de pertànyer encara a l'arxidiòcesi de Tarragona.
El primer bisbe de la localitat d'Oca, ja en el comtat de Castella, del que es té constància històrica segura és Vicente (947), si bé no tothom considera aquest document –com molts altres de l'època– fidedigne. Hi ha referències anteriors de bisbes, tal és el cas d'Oveco (853-878), però com fa notar Manuel Carriedo, només ho va ser de forma titular. Tanmateix, el 881 la Chronicon Albeldense no esmenta cap bisbe amb aquest títol, hi ha presència d'altres bisbes a la zona, com Sancho, que s'ha de col·locar entre els anys 873 i 885. Tanmateix, Flórez feia constar a un bisbe anomenat Valentín (759-771) al monestir de Pedroso, molt proper a l'antiga Auca. Aquesta possibilitat és ben vista per Martínez Díaz, però Carriedo el considera un dels bisbes «regionaris» de la zona del nord de Castella la Vella, els quals partien d'una absència absoluta de seus episcopals i es dedicaven sols a recórrer el territori, però no descarta que fos bisbe d'Oca in partibus infidelium, és a dir titular, ja que la documentació castellana no acostuma a dir les seus dels bisbes citats.
Després de la repoblació d'Oca a partir del 882, el bisbat es va estructurant de forma paral·lela a la que es va organitzant el territori que conforma el comtat de Castella. Tanmateix, el procés d'evolució que experimenta Oca es va veure frenat per les campanyes militars d'Almansor, que durant la segona meitat del segle x va atacar i ocupar tota la banda sud del riu Duero, i no serà fins a l'any 1009 quan els cristians recuperen els territoris. Trobem mencions a bisbes sense una seu escrita de forma expressa, com Velasco (959), Lucidio (978) i Gudesteo (992), documentat per Carriedo, o ja més tardà Pedro (1003-1024), segons Dorronzoro.

### Trasllat a San Pedro de Cardeña

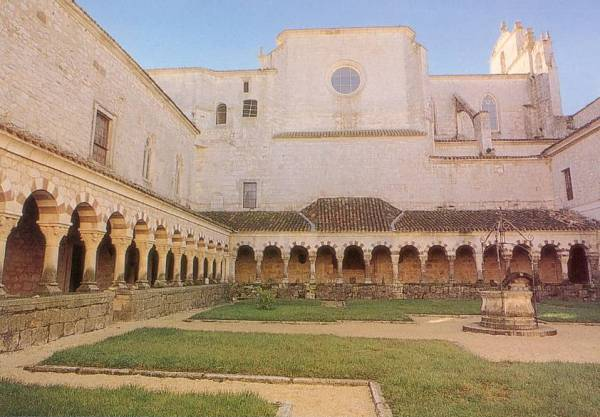
Claustre del monestir de Cardeña, que va ser seu del bisbat durant gairebé quaranta anys.

Per alguna raó, i tenint en compte la confusió que regnava en l'organització eclesiàstica al comtat de Castella i, sobretot, a causa de la manca de documentació, no hi ha dades d'un altre bisbe fins a Julián de Burgos (1028). Durant el seu pontificat es va canviar la seu catedralícia d'Oca i es va establir al monestir de San Pedro de Cardeña. Instal·lada en el cenobi des d'abans de 1039, la raó que, segons la seva opinió, addueix Dorronzoro, és que a la mort de Sanç III de Navarra, la divisió del regne entre els seus fills, Garcia a Navarra i Castella la Vella –incloent la terra d'Oca– i Ferran la resta del comtat de Castella, el territori diocesà castellà va quedar dividit. Tot i que Julián va seguir ostentant el càrrec, el rei Garcia va nomenar un nou prelat amb aquest títol, Atón (1037-1044), i va deixar sense jurisdicció efectiva a Julián, que es va instal·lar a Cardeña, principal centre monàstic de la regió burgalesa.
El successor de Julián va ser, de fet, l'abat del monestir, Gómez (1039-1042). La presència del bisbe a Cardeña va donar preeminència a aquesta figura que no pas als abats, que es van succeint, però a la documentació és molt més present la figura episcopal que l'abacial. És difícil de discernir els assumptes del cenobi amb els dels bisbat en els documents del monestir, fins i tot s'hi barregen els de caràcter personal o senyorial. Amb Gómez també es produeix una patrimonialització del bisbat, doncs el successor és el seu nebot, el prevere Jimeno.
Les terres que s'havien cedit a Sanç III van tornar al comtat de Castella el 1038, amb l'elecció del nou rei de Navarra, Ferran I va aprofitar per fer-se amb les terres de la diòcesi d'Oca en part, doncs la regió de la Bureba i part dels Montes de Oca van quedar fora de l'àmbit castellà, però en tot cas aquest fet va donar més territori a la diòcesi d'Oca-Burgos, que es va reforçar amb donacions dels monarques que va augmentar considerablement el seu patrimoni.

### Trasllat i assimilació d'Oca a Burgos
La primera vegada que es fa servir la denominació de bisbe de Burgos és el 992 per referir-se a Gudesteo, si bé sempre que es parla de Burgos es fa referència al prelat que pontifica a Oca. No obstant això, no és fins al trasllat a Cardeña quan cada vegada més es vol identificar més Oca amb Burgos, de fet el 1039, el bisbe Julián és esmentat com episcopus Burgensis, quan abans se l'havia anomenat simplement Auchensis episcopus. Altrament, apareix cada vegada més a la documentació dels monestirs orientals (Cardeña, Arlanza…) en detriment dels occidentals (San Millán de la Cogolla, Leire…). A mesura que això es desenvolupa i que el bisbe d'Oca té clar que la seva regió d'influència és Burgos, també s'ambiciona l'antiga diòcesi d'Oca per mantenir una herència legítima d'una diòcesi històrica; això serà possible a partir de la mort de Garcia de Nájera el 1054, que provoca un caos en l'estructura diocesana d'Àlaba.
A partir del 1073, trobem un nou bisbe al capdavant de la diòcesi, Jimeno II. És en aquest moment en què es produeix un trasllat de la seu diocesana de Cardeña a la vila de Gamonal, concretament a l'església de Santa María (1074), que es va confirmar l'any següent pel rei Alfons VI on va indicar concretament perquè "tuviera una sede y fuera la madre de todas las iglesias de Castilla". Finalment, el 1081 s'estableix definitivament la diòcesi a Burgos, el rei donarà un palau construït pel seu pare i l'església de Santa María, contigua al palau, on s'edificarà la catedral gòtica.
A partir de l'ocupació d'Oca per part dels cristians s'havia creat una situació il·lògica en el territori, doncs la diòcesi de Valpuesta s'havia creat sobre l'antic territori diocesà d'Auca i, probablement, amb la idea de substituir-la, però va perdre aquest paper. El mateix es podia dir de la diòcesi de Muñó, que havia acabat fusionada amb la d'Amaya, després traslladada a Sasamón. Aquesta, probablement, també finalment va acabar unida a la de Valpuesta, doncs el 1072 un bisbe anomenat Munio, titular d'ambdues seus, va disputar- se el títol de bisbe d'Oca a Jimeno II. Excomunicat acusat de simonia com a part d'un complot del bisbe Jimeno i del rei Alfons VI, en assistir a un concili a Roma el 1074 va guanyar-se el favor del papa Gregori VII en acceptar la introducció del ritu romà en la litúrgia de la península, tanmateix Alfons VI no va fer cas de les recomanacions del pontífex de retornar el títol d'Oca a Munio i, finalment, Jimeno va acabar fent-se amb el favor papal. Després de la mort de Munio, el 1088 es va celebrar el concili d'Husillos i es van definir els límits de la diòcesi de Burgos incorporant els territoris de les antigues diòcesis que s'havien anat fusionant amb els anys.

### Bisbat titular
Oca va quedar al final traslladada a la ciutat de Burgos. Actualment no té cap mena d'entitat territorial, però des de 1969, l'Església Catòlica manté la denominació de la diòcesi d'Oca com una diòcesi titular, sense jurisdicció, de la mateixa manera que altres diòcesis extingides.

## Episcopologi
Durant el període visigot, es té constància dels següents bisbes:
- Asteri (ca. 589-597)
- Amanung (ca. 633-646)
- Litori (ca. 649-656)
- Estercori (ca. 675-688)
- Constantí (ca. 693)

El bisbat va ser restablert al segle ix, hi consten també alguns bisbes -si bé no sempre s'esmenta la seva seu, pel que alguns són dubtosos- fins que és traslladada a Burgos:
- Valentín (ca. 759-771)[17][18]
- Oveco (ca. 853-878)[35]
- Sancho (ca. 873-885)
- Natales (ca. 916-918)[36]
- Sebastián (ca. 935-937)[37]
- Gutier (ca. 942)[38]
- Vicente (ca. 947-971?)
- Velasco (ca. 959-963)[20]
- Lucidio (ca. 978)[20]
- Gudesteo (ca. 992)[21]
- Pedro (ca. 1003-1024)
- Julián (ca. 1028-1039)
- Gómez (ca. 1042-1058)
- Jimeno I (1058-1075)
- Jimeno II (1075-1082)

Des de Jimeno II s'inicia l'episcopologi de Burgos. Tanmateix, des de 1969, l'Església Catòlica ha convertit l'antiga diòcesi d'Auca en una seu titular, ostentada des d'aleshores pels següents prelats:
- Daniel Llorente Federico (1969-1970)
- Hernando Rojas Ramírez (1972-1974)
- Theodor Hubrich (1975-1992)
- Jorge Mario Bergoglio (1992-1997)
- Mieczysław Cisło (1997-Actualitat)